# Louisville
Louisville är den största staden i den amerikanska delstaten Kentucky, USA. Staden har 246 161 invånare (2020), på en yta av 171,70 km². Staden grundades 1778 och är uppkallad efter Ludvig XVI av Frankrike.
Louisville består av den moderna och typiska amerikanska innerstaden och flera stadsdelar med gamla byggnader från den viktorianska tiden. Ingen annan stad utanför England har lika många villor i samma stil. Flera av dessa villor är idag byggnadsminnesmärkta.
Staden är idag huvudsakligen känd för hästtävlingen Kentucky Derby som hålls varje år på galoppbanan Churchill Downs. Varje år visar USA:s flygvapen en show ovan staden - Thunder over Louisville. En vecka innan hålls en tävling med ballonger. Staden är skildrad i Alice Hegan Rice bästsäljande roman Mrs. Wiggs of the Cabbage Patch från 1902, en roman som omarbetades till teaterpjäs 1903 och sedan filmades tre gånger.

## Näringsliv

Panorama från Jeffersonville, med Second Street Bridge i förgrunden.

Stadens flygplats, Louisville International Airport, som ibland betecknas med sitt gamla namn, Standiford Field, är den viktigaste flygplatsen för pakettjänsten UPS och för fraktbolaget Astar Air Cargo.  Staden är säte för University of Louisville.

## Kända personer från Louisville
- Don Rosa, serieskapare
- Hunter S. Thompson, journalist och författare
- Enid Yandell, skulptör